# Poussy
Poussy est une série de bande dessinée franco-belge créée en 1949 par Peyo dans le quotidien belge Le Soir. La série est ensuite reprise par différents auteurs, notamment par Lucien de Gieter, mais toujours sous la supervision de son créateur Peyo.
Elle met en scène un chat nommé Poussy dans des petits gags d'une demi-planche qui racontent son quotidien. La série est mise en couleur et reprise dans le journal Spirou de 1965 à 1977, puis dans le journal Schtroumpf ! de 1989 à 1992. Elle est publiée en trois albums à la fin des années 1970 par les éditions Dupuis, puis sous forme d'intégrale en 2014. Poussy est la première bande dessinée majeure du créateur des Schtroumpfs. Il garde toujours une tendresse pour elle et tente à plusieurs reprises au cours de sa carrière de la relancer avec ses collaborateurs.

## Univers

### Synopsis
La série met en scène le chat malicieux Poussy dans son quotidien, dans des gags d'une demi-planche, la plupart sans paroles.

### Personnages

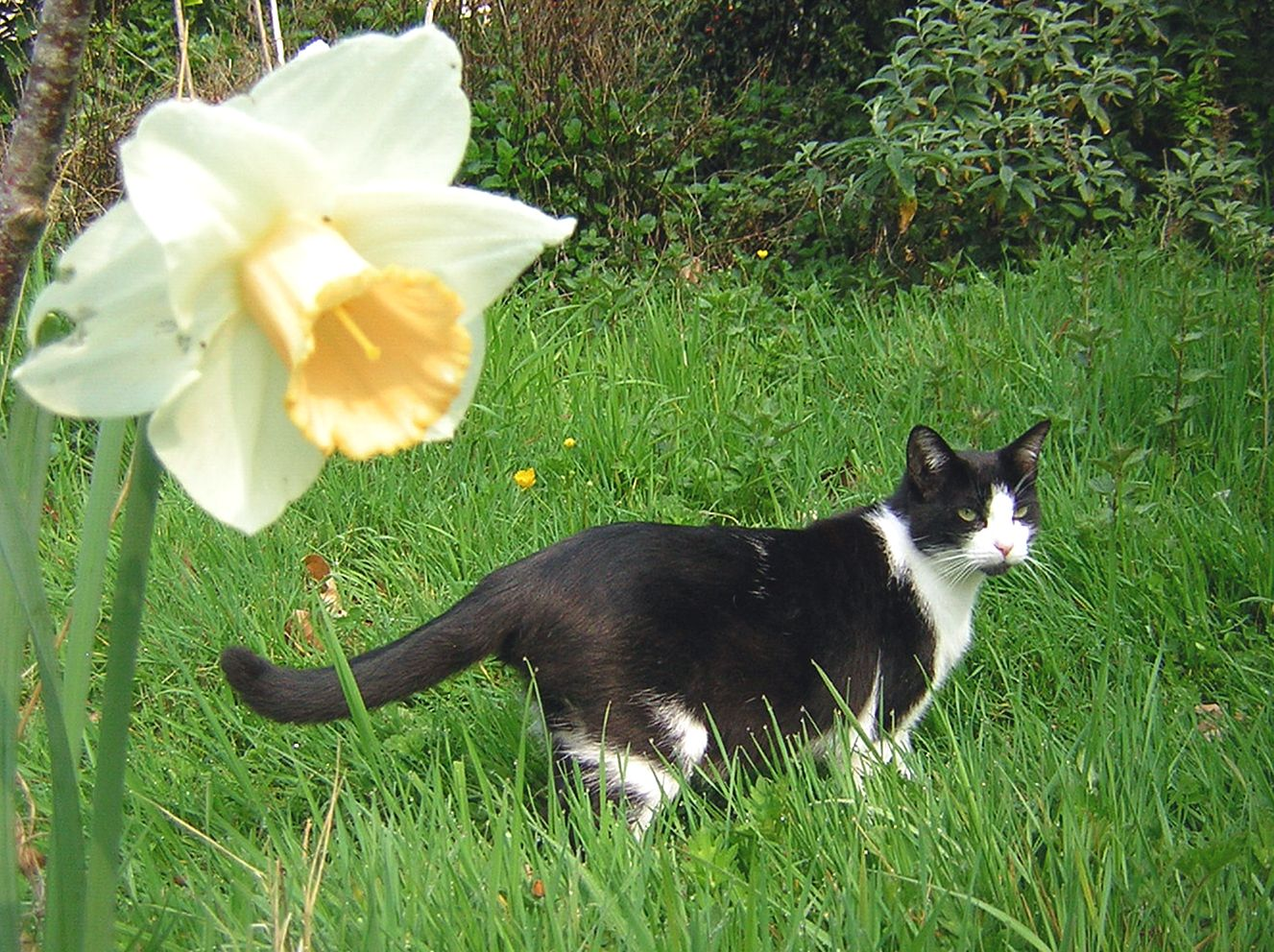
Un chat semblable à Poussy.

Le personnage principal de la série est un petit chat noir et blanc tuxedo, Poussy. Il ne parle pas (bien qu'il fasse preuve d'une étonnante intelligence et comprenne tout ce que disent les humains) et vaque à ses occupations de chat comme manger ou chasser les souris. Poussy ne semble pas avoir de propriétaire fixe, l'apparence de ce dernier variant d'un gag à l'autre. Une souris habite la même maison que Poussy, qui tente de la capturer, bien qu'on le voie parfois sympathiser avec elle.

## Historique

### Création
La série Poussy naît en 1949. Son auteur, Peyo, se cherche encore professionnellement et il a multiplié auparavant les petits boulots. À la fin de la Seconde Guerre mondiale, il a travaillé quelques mois comme coloriste dans un studio de dessin animé belge nommé Compagnie belge d'actualités (CBA) où il a croisé de futurs grands noms de la bande dessinée comme André Franquin, Morris ou encore Eddy Paape. À la fermeture du studio, il s'est essayé une première fois à la bande dessinée, mais a reçu des lettres de refus d'Hergé et du journal Spirou. En cause, son dessin considéré comme trop amateur. Il s'est orienté vers la publicité où il a enchaîné les petits contrats alimentaires pour faire du lettrage. Le soir, il essayait d'améliorer inlassablement son style graphique. Il parvient à placer plusieurs planches dans diverses publications. En avril 1946, il a créé le personnage de Pied-Tendre, un petit amérindien publié dans le supplément jeunesse du quotidien L'Occident. La même année, il a fait une nouvelle tentative avec le scout Puce, puis un essai dans la bande dessinée policière avec l'inspecteur Pik, pour le supplément du magasin bruxellois Le Bon Marché. Il n'hésitait pas à recommencer de nombreuses fois ses planches dans le but de parfaire son trait. Sa première bande dessinée marquante a été la création du personnage de Johan en 1946 dans le quotidien à forte audience La Dernière Heure. Cette série qui met en scène un jeune page, est d'abord publiée sous forme de petits gags, avant de connaître de grandes aventures à suivre les mois suivants.
En 1949, Peyo se lance dans la bande dessinée animalière. Il crée un chaton qu'il nomme Poussy et parvient à le faire publier dans le supplément jeunesse du grand quotidien belge Le Soir. Sa première publication, un petit gag de quatre cases, a lieu le 22 janvier 1949, entre une biographie de Louis Pasteur, un article historique et un feuilleton illustré. L'influence de Walt Disney est palpable dans les premières planches de Poussy. Le dessin de Peyo s'est amélioré depuis ses modestes débuts, il a gagné en vivacité et en expressivité. Durant presque deux ans, jusqu'au 12 mai 1951, Poussy est publiée à vingt-six reprises dans Le Soir. Malgré le rythme peu rapide des publications, Poussy permet à Peyo de s'implanter dans le grand quotidien, ainsi lorsque La Dernière Heure abandonne ses pages jeunesse, Peyo rapatrie Johan, le petit page dans Le Soir. Quelque temps plus tard, il rencontre l'un de ses anciens collègues du studio CBA, André Franquin. Ce dernier, reconverti dans la bande dessinée, est un des piliers du journal Spirou. Peyo lui fait part de son envie de rentrer dans le journal des éditions Dupuis, mais aussi des lettres de refus qu'il reçoit à chaque nouvelle tentative. André Franquin sentant la motivation chez Peyo, plaide sa cause auprès de Charles Dupuis, quelques jours après, Peyo est engagé chez Dupuis. Il quitte Le Soir et abandonne Poussy pour se consacrer entièrement à donner une nouvelle vie à son petit page Johan.

### La deuxième naissance
Durant trois ans, Peyo s'investit dans sa série Johan et Pirlouit pour lui créer un univers étoffé et cohérent, loin des débuts brouillons du jeune page. En 1955, le quotidien Le Soir décide de relancer son supplément jeunesse, avec cette fois une ambition beaucoup plus forte. Peyo est contacté pour intégrer le sommaire ; il accepte, car il n'oublie pas que c'est ce journal qui lui a donné véritablement sa chance de faire de la bande dessinée. Il décide de relancer Poussy, avec cette fois beaucoup plus d'espace pour s'exprimer puisque Poussy est publié sur une demi-page par semaine. Le rythme de publication hebdomadaire de Poussy est choisi par Peyo lui-même pour éviter le surmenage. Celui-ci dessine assez lentement et avec de nombreuses difficultés. Son succès à Spirou, où il a réussi à s'imposer comme l'un des piliers du journal, l'oblige déjà à tenir un rythme élevé de parution dans l'hebdomadaire de Marcinelle.

### Changement d'éditeur
L'éditeur du journal Spirou, Charles Dupuis, a toujours aimé que ses auteurs se consacrent pleinement aux éditions Dupuis, surtout lorsqu'il sent que l'auteur a un fort potentiel commercial comme Peyo. En 1960, il demande alors à Peyo de rapatrier Poussy dans les pages de Spirou. Peyo accepte, mais ne souhaite pas laisser tomber aussi brutalement le quotidien belge qui l'a véritablement fait débuter dans le métier. Il a l'idée de créer un nouveau personnage avec une force surhumaine, mais qui la perd dès qu'il attrape froid : Benoît Brisefer est né. Charles Dupuis, ayant appris l'existence de ce nouveau projet, veut absolument Benoît Brisefer dans les pages de son journal, obligeant Peyo à créer encore une fois une série pour Le Soir, Jacky et Célestin. 
Poussy n’intègre finalement le journal Spirou qu'à partir du no 1438 du 4 novembre 1965. Pour l'occasion, les gags publiés auparavant dans Le Soir sont mis en couleurs. Ils ne sont pas publiés dans l'ordre chronologique puisque le premier à paraitre dans Spirou est le gag numéroté 222, celui que Peyo préfère. Cette republication permet aux jeunes lecteurs de l'époque de découvrir le Peyo dessinateur, alors qu'il ne dessine plus beaucoup au milieu des années 1960. Le succès commercial des Schtroumpfs lui prend alors tout son temps, il doit se contenter de scénariser et découper les planches qui sont ensuite crayonnées et encrées par ses assistants.

### De nouveaux dessinateurs pourPoussy
En 1969, le matériel issu du journal Le Soir est presque épuisé. Peyo, qui n'a plus le temps de s'occuper de la série, souhaite quand même que Poussy continue. Il contacte alors l'un de ses anciens collaborateurs, Lucien De Gieter, pour reprendre la série. Celui-ci a quitté depuis quelques années le studio Peyo pour se consacrer à ses propres séries. Après une longue hésitation, il accepte la proposition, rassuré sur ses craintes d'avoir Peyo constamment sur son dos. Lucien De Gieter est désormais le seul aux commandes de Poussy, malgré le fait que la signature de Peyo côtoie la sienne sur les planches qu'il réalise. Le premier gag de cette nouvelle monture de Poussy est numéroté 233 et publié dans le no 1609 du journal Spirou du 13 février 1969. Entre 1969 et 1973, Lucien De Gieter livre quarante-six demi-planches de Poussy. La collaboration entre les deux hommes se déroule sans soucis, malgré quelques conseils de Peyo pour modifier des gags jugés trop agressifs ou changer le découpage d'une planche. Finalement, Lucien De Gieter abandonne Poussy pour créer sa propre série Papyrus. 
Parallèlement à cette reprise, Yvan Delporte publie une rubrique humoristico-pédagogique intitulée Poussyclopédie, dessinée par Marc Wasterlain, un ancien de chez Peyo. En 1977, Daniel Desorgher réalise quelques nouveaux gags de Poussy pour compléter la sortie par les éditions Dupuis des trois albums de la série. Mais Daniel Desorgher abandonne rapidement Poussy pour assister Peyo sur Les Schtroumpfs, qui désormais prennent tout son temps. Entre 1989 et 1992, Poussy fait son ultime apparition avec vingt-et-un nouveaux gags réalisés par Daniel Desorgher, Éric Closter et Philippe Delzenne pour le journal Schtroumpf !.

## Analyse

### La recréation de Peyo
La série Poussy a accompagné Peyo tout au long de sa grande carrière. C'est grâce à ce chat qu'il a réellement débuté dans le métier de la bande dessinée. De 1949 à 1992, soit pendant quarante-trois ans, Peyo produit des gags de Poussy avec des pauses plus ou moins longues en fonction des projets et du succès de l'auteur. Pourtant, la série Poussy reste méconnue dans la bibliographie de Peyo, surtout célèbre pour Les Schtroumpfs, mais aussi pour Johan et Pirlouit et Benoît Brisefer. Cependant, il ne l'abandonne jamais et tente à chaque fois de la relancer, malgré le manque de temps qui fait qu'il ne peut plus s'occuper de la série comme à ses débuts. Il a toujours un œil sur ses collaborateurs pour relire et corriger les gags avant parution, ce qui lui permet de penser à autre chose qu'aux Schtroumpfs qui occupent la majeure partie de son temps. Selon François Walthéry, qui a été pendant longtemps l'un de ses assistants, le gag préféré de Peyo, qui le fait toujours rire de bon cœur, est celui qui porte le numéro 222, publié dans le no 1438 du journal Spirou daté du 4 novembre 1965.

### Style graphique
Lors de sa première publication dans le journal Le Soir, le graphisme de la série est assez modeste. Le gag est conçu dans une demi-page, découpée en quatre cases alignées horizontalement ou disposées sur deux étages. Les références graphiques sont proches de Walt Disney et de ses courts-métrages animés Silly Symphonies, particulièrement celui intitulé Trois petits orphelins, sortie en 1935, qui raconte les mésaventures de trois chatons dans une suite de gags visuels qu'apprécie Peyo. Selon son biographe Hugues Dayez, Peyo a réalisé la série Poussy durant la période où il se trouve à son apogée graphique en tant qu'auteur complet.

### Style d'écriture
Peyo, bien que grand admirateur du travail de Walt Disney, ne se livre pas à l'anthropomorphisme comme le personnage de Mickey Mouse. S'il ne fait pas parler Poussy, il fait par moments ressortir ses pensées sous forme de phylactères très simples. Autour de Poussy, Peyo ne cherche jamais à construire une famille cohérente, comme dans la série Boule et Bill de son ami Jean Roba. Les personnages qui gravitent autour de Poussy sont des personnages très secondaires, sans patronymes et varient mêmes d'une planche à une autre.

## Publication

### Périodiques
La série est publiée pour la première fois dans le quotidien belge Le Soir no 21/63 du 22 janvier 1949. Elle est publiée à un rythme irrégulier sous forme de strip avant d'être interrompue une première fois en 1952. Elle est relancée dans le supplément jeunesse du quotidien en 1955, cette fois sous forme de demi-planche jusqu'au début des années 1960. La série est mise en couleurs et republiée dans le journal Spirou à partir du no 1438 en 1965. Elle apparaît régulièrement dans l'hebdomadaire, qu'il s'agisse des rééditions ou de nouveaux gags dessinés par Lucien De Gieter, jusqu'en 1973, ainsi que dans le journal Bonnes Soirées, autre publication des éditions Dupuis. Parallèlement à la reprise de la série par Lucien De Gieter, Yvan Delporte propose dans les pages de Spirou une rubrique humoristico-pédagogique intitulée Poussyclopédie, publiée du no 1807 au no 1835. Elle est illustrée par un ancien du studio Peyo, Marc Wasterlain. Poussy fait ensuite deux réapparition. La première en 1977 avec la réalisation par Daniel Desorgher de quelques gags pour accompagner la sortie des albums par Dupuis. La seconde de 1989 à 1992, avec une série de vingt-un gags réalisés pour le journal Schtroumpf !.

### Albums

#### Historique des publications en albums
Un premier album de la série sort dans les années 1960 dans la collection Gag de Poche (il est le trente-septième de la collection) des éditions Dupuis, dans la série il est considéré comme le no 0. Le premier album de la série parait en 1976 aux éditions Dupuis et s'intitule Ça, c'est Poussy. La même année sort le deuxième album intitulé Faut pas Poussy. Le troisième et dernier album intitulé Poussy Poussa sort l'année suivante.
La série est rééditée en 1988 aux éditions Rombaldi dans le onzième tome de la collection Tout Peyo, qu'il partage avec la septième histoire de la série Benoit Brisefer. En 2014, les éditions Dupuis sortent une intégrale de la série avec un dossier d'introduction signé Hugues Dayez, le biographe de Peyo.

#### Liste de publication en albums

##### Série originale
- 0[23] Poussy, Dupuis, 1965
Scénario et dessin : Peyo
- 1 Ça, c'est Poussy, Dupuis, 1976
Scénario et dessin : Peyo -  (ISBN 2-8001-0496-1)
- 2 Faut pas Poussy, Dupuis, janvier 1977
Scénario et dessin : Peyo -  (ISBN 2-8001-0521-6)
- 3 Poussy Poussa, Dupuis, octobre 1977
Scénario et dessin : Peyo -  (ISBN 2-8001-0542-9)

##### Rééditions
- 11 Intégrale Peyo, Rombaldi, avril 1988
Scénario et dessin : Peyo -  (ISBN 2-8001-1607-2)
- Poussy : L'Intégrale, Dupuis, Italie, octobre 2014
Scénario : Peyo - Dessin : Peyo, Lucien De Gieter, Daniel Desorgher, Philippe Delzenne, Éric Closter -  (ISBN 978-2-8001-6097-9)